# John Voldstad
John Ole Voldstad (Oslo (Noorwegen), 20 februari 1951) is een in Noorwegen geboren Amerikaans acteur. 

## Biografie
Voldstad is geboren in Oslo (Noorwegen), maar een paar maanden na geboorte is hij geëmigreerd naar de Verenigde Staten. In Amerika kreeg hij de bijnaam “De Viking”, dit werd afgeleid aan zijn uiterlijk en aan het feit dat hij in Noorwegen geboren was. 
Voldstad trouwde in 1990, en is later weer gescheiden. 
Voldstad begon zijn acteerperiode in 1975 in de film The Jezebels, hierna heeft hij nog in diverse televisieseries en films gespeeld.

## Filmografie

### Films
Uitgezonderd korte films.
- 2000 Falling Like This – als stationmedewerker
- 1999 Night Train – Joe en Zack Butcher
- 1994 It Runs in the Family – als Ace Bumpus
- 1994 Forrest Gump – als Club Patron
- 1993 Josh and S.A.M. – als benzinepompbediende
- 1993 Leprechaun – als winkeleigenaar
- 1992 Boris and Natasha – als voorbijganger
- 1991 The Bob Newhart Show 19th Anniversary Special – als Darryl
- 1990 Why Me? – als oplichter
- 1988 Daddy’s Boys – als motorrijder
- 1983 Joysticks – als Max
- 1981 Stripes – als adjudant – televisiefilm
- 1980 Midnight Madness – als piccolo
- 1979 1941 – als nerd
- 1975 The Jezebels – als uilskuiken

### Televisieseries
Uitgezonderd eenmalige gastrollen.
- 2003 - 2005 Tyrants in Therapy - als dr. Faustino Vinagretti - 3 afl.
- 1994 – 1995 Home Improvement – als Bob de ziekenhuisconciërge – 2 afl.
- 1982 – 1990 Newhart – als Darryl – 81 afl.
- 1982 The Blue and the Grey – als Alvin Mooney – 2 afl.